# Мосиенко, Сергей Сергеевич
Сергей Сергеевич Мосиенко (род. 15 июля 1948, Екабпилс, Латвийская ССР, СССР) — советский и российский художник, график, карикатурист, журналист, член Союза художников СССР (1985), Союза художников России и Союза журналистов России.

## Биография
Родился 15 июля 1948 в Екабпилсе Латвийской ССР.
В 1966 году окончил с золотой медалью среднюю школу (Украинская ССР).
В 1967 году переехал в Новосибирск. С согласия министерства высшего и среднего специального образования обучался по индивидуальному плану в Новосибирском электротехническом институте (машиностроительный факультет; 1967—1972), совмещённому с учёбой в Ленинградском высшем художественном училище имени Мухиной.
В течение нескольких лет вёл преподавание на факультетах «Основы композиции» и «Основы художественного конструирования» в НЭТИ.
Был художником-постановщиком телеспектаклей и телефильмов, работал в области телевизионной графики. В 1975—1987 годах — главный художник журнала СО АН СССР «ЭКО».
С середины 1970-х годов работал с новосибирскими, кемеровским и барнаульским издательствами.
Оформитель нескольких десятков научно-познавательных, художественных и детских изданий. Создатель фирменных знаков для Сибирского отделения академии медицинских наук, Новосибирского отделения Союза композиторов, газеты «Новая Сибирь», радио «Новосибирск» и т. д. Занимался графикой в жанре сатиры, публиковался в изданиях «Литературная газета», «Известия», «Крокодил» и т. д., участвовал в советских и зарубежных конкурсах и выставках сатирической графики.
Ряд плакатов художника был выпущен массовым тиражом издательством «Плакат» («Работа с огоньком», «Венец - делу конец», и др.) и публиковался в сми. В начале 1980-х годов принял участие в организации на базе Новосибирского отделения СХ групп социального и политического плаката.
С 1975 по 1985 год — постоянный художник-постановщик студенческого театра сатиры НЭТИ. В 1979 году — лауреат всесоюзного фестиваля за сценографию спектакля «Смерть Тарелкина». Сотрудничал как художник-постановщик с новосибирскими и томскими театрами.
Занимал должность заместителя председателя графической секции НОСХ, избирался в правление НОСХ, работал в общественном совете мэрии Новосибирска «Новосибирск в XXI веке» (1997—1998). В 1999—2000 годах состоял в художественном совете ежегодной всесибирской выставки искусств «FRESH ART SIBERIA» («Сибирская ярмарка»).

## Выставки
С 1982 года принял участие в более чем 300 областных, региональных, республиканских, всесоюзных, зарубежных и международных выставках. Три раза посещал дома творчества «Паланга» и «Челюскинский».

## Профессиональные награды
| - Лауреат Всесоюзного фестиваля народного творчества за лучшую сценографию (1982); - Диплом и III премия международного конкурса плаката (вместе с А. Таировым, Варшава-Москва, 1984); - Премия новосибирского обкома комсомола за художественный образ журнала «ЭКО» (1984); - Почётная грамота Секретариата правления Союза художников РСФСР за участие на Всесоюзной художественной выставке «40 лет Победы» (Москва, 1985); - Диплом и III премия международной выставки-конкурса плаката (вместе с А.Таировым, Прага, 1985); - Диплом XII Всемирного фестиваля молодёжи и студентов за цикл из 12-ти плакатов к фестивалю (вместе с В. Мандриченко и А. Таировым, Москва, 1985); - Диплом и III премия всесоюзной выставки-конкурса плакатов, посвященных охране окружающей среды (Москва, 1986); - Премия Всесоюзного конкурса карикатуры (Москва, 1989); - Диплом международной выставки-конкурса сатирической графики (Зелена Гура, Польша, 1989); | - I премия международной выставки-конкурса сатирической графики (Москва, 1990); - Диплом и III премия международной выставки-конкурса сатирической графики (Москва, 1990); - Премия «Сибиряк-года» в номинации «Искусство» (Новосибирск, 1993); - Почётная грамота мэрии Новосибирска (1999); - Филармоническая премия «Золотой ключ» в номинации «Искусство» (Новосибирск, 2002); - Премия «Новосибирского союза художников России» «Золотая палитра» (2004); - Диплом Союза художников России «За успехи в творчестве и содействие развитию изобразительного искусства России» (2005); - Почётная грамота «За произведения, представленные на республиканской художественной выставке плаката» (Владимир, 2005); - Благодарность Союза художников России за произведения для художественной выставки «Проспект Мира — Красный проспект» (2012, Красноярск). |

## Произведения
Картины «Инвенция для жалейки» (2001)  «Жёлтый ангел» (2008) «Ночной удильщик» (2017), «Диалог» (2017), «Дискуссия» (2017) и т. д.
Работы художника хранятся в художественном и краеведческом музеях Новосибирска, Искитимском городском историко-художественном музее (Новосибирская область), музейном комплексе Куйбышева (Новосибирская область), Фонде культуры России (Санкт-Петербург), Художественном фонде Союза художников России (Москва), Доме-музее Булата Окуджавы (Переделкино, Московская область), Государственном музее современного искусства Еврейской автономной области (Биробиджан), представительстве Министерства экономики России (Франкфурт, Германия), а также в частных собраниях и галереях Великобритании, Бельгии, Германии, России, Италии, Израиля, Коста-Рики, США, Японии, Франции и Южной Кореи.